# Nostra Signora del Santissimo Sacramento e Santi Martiri Canadesi
De Nostra Signora del Santissimo Sacramento e dei Santi Martiri Canadesi (Latijn: Dominae Nostrae a Sanctissimo Sacramento et Sanctorum Martyrum Canadensium; Nederlands: Onze-Lieve-Vrouw van het Allerheiligst Sacrament en de Canadese Martelaren) is een rooms-katholiek kerkgebouw in Rome.
De Santi Martiri Canadesi werd als parochiekerk ontworpen door Bruno Apollini Ghetti en gebouwd in 1955. De bediening werd door paus Pius XII toevertrouwd aan de Congregatie van het Allerheiligst Sacrament. Het is de nationale kerk van Canada in Rome. Sinds 1965 is het een titelkerk. De eerste titulair kardinaal was de Canadees Maurice Roy.

## Titelkardinalen
De volgende kardinalen waren kardinaal-priester van de Nostra Signora del Santissimo Sacramento e dei Santi Martiri Canadesi:
- 1965–1985: Maurice Roy
- 1988–1993: Paul Grégoire
- 1994–2015: Jean-Claude Turcotte
- 2016-heden: Patrick D’Rozario